# Obróbka wibrościerna
Obróbka wibrościerna (także: obróbka rotościerna, wibracyjno-ścierna, rotacyjno-ścierna; bębnowanie, trowalizacja) – obróbka mechaniczna powierzchni niewielkich elementów prowadzona w wygładzarkach pojemnikowych (ang. tumbler) z wsadem tychże detali oraz materiału ściernego lub polerskiego. Stosowana najczęściej w jubilerstwie do polerowania biżuterii metalowej, elementów z tworzyw sztucznych, naturalnych kości i kamieni szlachetnych oraz procesach gratowania i odtłuszczania, a także w ręcznej elaboracji amunicji do czyszczenia uprzednio odstrzelonych łusek.
Wielu autorów traktuje te dwa rodzaje obróbki oddzielnie, jednak ze względu na podobieństwo procesu i zastosowanie oraz użycie identycznych materiałów ściernych (polerskich) logicznym jest uznanie ich za jeden, nazywany z angielskiego tumbling. Różnicę stanowi jedynie sposób wymuszenia oddziaływania materiału ściernego na obrabiane przedmioty, przez wibracje lub ruch obrotowy pojemnika.
Czas obróbki waha się od kilkunastu minut (srebrne detale jubilerskie w tumblerze bezwładnościowym) do kilku tygodni (kamienie szlachetne w tumblerze wibracyjnym) i zależy od stosowanej metody, materiału ściernego oraz obrabianych przedmiotów. Proces może być stosowany
- na sucho z użyciem past ściernych i odpowiedniego nośnika (mielone kaczany kukurydzy lub łupiny orzecha włoskiego);
- na mokro – najczęściej z dodatkiem płynu wspomagającego lub wodnej zawiesiny ścierniwa – z użyciem żywicznych[4] lub ceramicznych[5] kształtek ściernych albo śrutu[6] ze stali nierdzewnej, kwasoodpornej lub szkła.